# Hilario Hernández Gurruchaga
Hilario José Hernández Gurruchaga (Santiago, 18 de febrero de 1936 - Concepción, 24 de junio de 2010) fue un destacado profesor especialista en Geografía Humana y Desarrollo Urbano, conocido por ser rector de la Universidad del Bio-Bío entre 1998 y 2006.

## Reseña biográfica

### Comienzos
Don Hilario Hernández estudió Pedagogía en Historia, Geografía y Educación Cívica en la Universidad de Chile. Al finalizar sus estudios de pregrado, en 1966 fue becado por la Fundación Ford para realizar estudios de perfeccionamiento en el Instituto de Geografía de la Universidad de Burdeos, Francia. 
En 1989 obtuvo un Magíster en Geografía por la Universidad de Chile, con la defensa de su tesis titulada "Evolución del sistema urbano chileno: 1865-1982. Las relaciones rango-tamaño y el crecimiento de las ciudades", obteniendo la máxima calificación en su examen. Esta tesis se constituye en un clásico para el desarrollo de los estudios urbanos en Chile.
Desarrolló la docencia tanto en pregrado como en postgrado en el área de Geografía Humana durante más de 40 años en varias universidades, entre las que destacan su álma máter, la Universidad de Concepción, la Universidad Austral y la Universidad del Bio-Bío
Dedicado al ámbito de la investigación, participó en diversos proyectos en el área de Geografía Humana y Desarrollo Urbano. Fue también autor y/o coautor de diversos artículos, textos de estudio y ensayos. Es así como gana en 1992 el Proyecto Fondecyt titulado "Estructura funcional de las ciudades chilenas 1982 (clasificación y comportamiento espacial de las ciudades de más de 5.000 hbts.)" el que duró dos años.
Por otro lado, participó como expositor invitado y fue integrante de los comités organizadores de congresos, simposios y seminarios tanto nacionales como internacionales. 
A fines de la década del '70 fue Director del Departamento de Historia y Geografía de la Universidad de Concepción, y además se desempeñó como Secretario y Director del Departamento de Geografía del Instituto Central de Geografía perteneciente a la misma casa de estudios. Durante ese período convoca en 1977 a un Congreso en la Universidad de Concepción bajo el alero del Instituto Panamericano de Historia y Geografía, evento que se convirtió en la base del resurgimiento de la Asociación de Geógrafos de Chile, la que se encontraba inactiva desde el Golpe de Estado de 1973. A comienzos de los años 80 fue exonerado, y luego de un breve paso por el Liceo Arauco, se integra al Instituto de Geociencias de la Universidad Austral de Chile, donde desarrollo distintas labores académicas. Entre ellas, destaca la convocatoria a un congreso de Geografía en 1985, oportunidad en la que se sentaron las bases para la creación de la Sociedad Chilena de Ciencias Geográficas. 

### Su gestión en la Universidad del Bio-Bío
Después de trabajar en la Universidad Austral de Valdivia, en 1990 es llamado por la Universidad del Bio-Bío para asumir como vicerrector académico durante 4 años, cargo en el que fue reelegido por el mismo período. Posteriormente es designado rector de esa casa de estudios, asumiendo en 1998 y permaneciendo en el cargo hasta 2006, convirtiéndose de esta manera en el geógrafo que ha ocupado el más alto cargo en una universidad nacional. 

### Fallecimiento y homenajes
Hilario Hernández Gurruchaga falleció en Concepción el 24 de junio de 2010, a la edad de 74 años. En abril de 2011, la Universidad del Bio-Bío sede Concepción inaugura en su honor la Biblioteca Hilario Hernández Gurruchaga. Por otro lado, en marzo de 2016 la Asociación de Universidades Regionales (AUR) le brindó un homenaje al reconocido rector de la Universidad del Bio-Bío, evento realizado en la Escuela de Postgrado de la Universidad de Talca de Santiago.

## Vida personal
Don Hilario Hernández era una persona de un espíritu inquieto y profundamente enamorado de la disciplina, convertido siempre en un actor principal para el desarrollo de la Geografía y de sus instituciones. En palabras de Héctor Gaete Feres, don Hilario fue, ante todo, un educador, un hombre de trabajo, un hombre notable, un hombre que dedicó su vida a la labor académica, un hombre comprometido con la educación pública, leal compañero, un guía y apoyo en todo momento. Fue un ejemplo de lo que produce la 
educación pública chilena y un testimonio de compromiso permanente con valores de libertad y democracia, en el marco de una extensa y fructífera carrera académica, marcada por la entrega a los alumnos, la dedicación a la vida universitaria, y la inquietud y rigurosidad intelectual.

## Premios y reconocimientos
- Premio Municipal de Ciencias Sociales (Concepción, 2003)